# Stephen Singer-Brewster
Stephen C. Singer-Brewster (né en 1945) est un astronome américain.

## Biographie
Le Centre des planètes mineures le crédite de la découverte de six astéroïdes effectuée entre 1985 et 1987.
Il a entre autres découvert la comète périodique 105P/Singer Brewster.     
L'astéroïde (10315) Brewster, lui est dédié.
| (4555) Josefaperez  | 24 août 1987     |
| (5253) Fredclifford | 15 décembre 1985 |
| (15700) 1987 QD     | 24 août 1987     |
| (24655) 1987 QH     | 25 août 1987     |
| (26817) 1987 QB     | 25 août 1987     |
| (26818) 1987 QM     | 25 août 1987     |